# Empidonax
Empidonax és un gènere d'ocells de la família dels tirànids (Tyrannidae). Agrupa diverses espècies gairebé totes originàries d'Amèrica del Nord i algunes d'Amèrica Central, les àrees de distribució de les quals es troben des d'Alaska i el Canadà fins a Panamà; moltes migren cap al sud, amb tres espècies migrant fins a Amèrica del Sud durant els hiverns boreals (una, E. alnorum, fins a Bolívia, nord de l'Argentina i Paraguai).

## Descripció
Les espècies d'aquest gènere són tirànids monòtons, mesurant entre 13 i 15 cm de longitud, caracteritzats principalment pels anells oculars pàl·lids i marcades llistes alars, blanquinoses o color camussa. Per dalt són olivacis o marrons i les parts inferiors varien de blanquinós, grisenc pàl·lid, groguenc a olivaci pàl·lid. Entre la primavera i l'estiu boreals, el color es torna més apagat a causa del desgast i algunes espècies canvien les plomes abans de la migració tardorenca, adquirint plomatge nou al final de l'estiu. Tenen un perfil corporal més compacte amb projecció de les primàries més curta que els piuis del gènere Contopus. La identificació de les diverses espècies és difícil i depèn de la vocalització, l'hàbitat, el comportament i diferències subtils de mida, perfil del bec, projecció de les primàries i llargària de la cua. Sovint mouen les ales i la cua ràpidament.

## Taxonomia i etimologia
Els amplis estudis geneticomoleculars realitzats per Tello et al. (2009) van descobrir una quantitat de relacions noves dins de la família Tyrannidae que encara no estan reflectides en la majoria de les classificacions. Seguint aquests estudis, Ohlson et al. (2013) van proposar dividir Tyrannidae en cinc famílies. Segons l'ordenament proposat, Empidonax roman a Tyrannidae, en una subfamília Fluvicolinae (Swainson, 1832-33), en una tribu Contopini (Fitzpatrick, 2004) al costat d'Ochthornis, Cnemotriccus, Lathrotriccus, Aphanotriccus, Mitrephanes, Contopus, Sayornis i, provisionalment, Xenotriccus.
El nom del gènere Empidonax prové del grec antic «empis» que significa “mosquit”, i «anax», “mestre”.
Segons la Classificació del Congrés Ornitològic Internacional (versió 15.1, 2025) aquest gènere està format per 14 espècies:
- Empidonax flaviventris - mosquer ventregroc.
- Empidonax virescens - mosquer verdós.
- Empidonax traillii - mosquer dels salzes.
- Empidonax alnorum - mosquer dels verns.
- Empidonax albigularis - mosquer gorjablanc.
- Empidonax minimus - mosquer menut.
- Empidonax hammondii - mosquer de Hammond.
- Empidonax oberholseri - mosquer fosc.
- Empidonax wrightii - mosquer gris.
- Empidonax affinis - mosquer dels pins.
- Empidonax difficilis - mosquer del Pacífic.
- Empidonax flavescens - mosquer groguenc.
- Empidonax fulvifrons - mosquer pit-rogenc.
- Empidonax atriceps - mosquer capnegre.

Empidonax difficilis i E. occidentalis (incloent-hi hellmayri) es tornen a agrupar, restaurant el nom original de mosquer del Pacífic (Empidonax difficilis) a les espècies recombinades. Les dues formes mostren una hibridació extensa en una àmplia zona de contacte a l'oest del Canadà i al nord-oest dels EUA i no tenen diferències vocals, genòmiques i morfològiques consistents (Rush et al. 2009; lack et al. 2019; Hopping 2022; Chesser et al. 2023).
El mosquer d'Euler (Lathrotriccus euleri) i el mosquer pitgrís (Lathrotriccus griseipectus), antigament es col·locaven a Empidonax, però difereixen anatòmicament i bioquímicament i ara es col·loquen al gènere Lathrotriccus.